# San Antonio Acambac
San Antonio Acambac är en ort i Mexiko.   Den ligger i kommunen Chapultenango och delstaten Chiapas, i den sydöstra delen av landet, 700 km öster om huvudstaden Mexico City. San Antonio Acambac ligger 597 meter över havet och antalet invånare är 410.
Terrängen runt San Antonio Acambac är kuperad åt nordväst, men åt sydost är den bergig. Runt San Antonio Acambac är det ganska tätbefolkat, med 90 invånare per kvadratkilometer. Närmaste större samhälle är Ocotepec, 10,3 km söder om San Antonio Acambac. I omgivningarna runt San Antonio Acambac växer i huvudsak städsegrön lövskog.